# Varsány
Varsány – wieś i gmina w północnej części Węgier, w pobliżu miasta Szécsény. Miejscowość leży na obszarze Średniogórza Północnowęgierskiego, w pobliżu granicy ze Słowacją. Administracyjnie należy do powiatu Szécsény, wchodzącego w skład komitatu Nógrád.
Gmina Varsány liczy 1705 mieszkańców (2009) i zajmuje obszar 25,58 km².